# Julien Duval
Julien Duval (Évreux, 27 mei 1990) is een Frans voormalig baan- en wegwielrenner.

## Baanwielrennen

### Palmares
| Jaar     | FK                                                               | EK                   | WK       | Overig   |
| Junioren | Junioren                                                         | Junioren             | Junioren | Junioren |
| -------- | ---------------------------------------------------------------- | -------------------- | -------- | -------- |
| 2007     | Ploegenachtervolging, Achtervolging                              | Ploegenachtervolging |          |          |
| 2008     | Puntenkoers, Ploegenachtervolging, Achtervolging, Ploegkoers     | Ploegenachtervolging |          |          |
| Beloften |                                                                  |                      |          |          |
| 2010     |                                                                  | Ploegenachtervolging |          |          |
| Elite    |                                                                  |                      |          |          |
| 2009     | Achtervolging, Scratch                                           |                      |          |          |
| 2010     | Omnium, Ploegenachtervolging, Achtervolging, Scratch, Ploegkoers |                      |          |          |
| 2011     | Ploegkoers                                                       |                      |          |          |
| 2012     | Ploegenachtervolging                                             |                      |          |          |
| 2013     | Ploegkoers, Achtervolging, Ploegenachtervolging, Omnium          |                      |          |          |
| 2014     |                                                                  |                      |          |          |
| 2015     | Ploegkoers                                                       |                      |          |          |

## Wegwielrennen

### Overwinningen
2013
Bergklassement Vierdaagse van Duinkerke
Puntenklassement Paris-Arras Tour
2014
1e etappe Paris-Arras Tour (ploegentijdrit)

## Resultaten in voornaamste wedstrijden
| Jaar | Ronde van Italië | Ronde van Frankrijk | Ronde van Spanje |
| ---- | ---------------- | ------------------- | ---------------- |
| 2017 |                  |                     | 108e             |
| 2018 |                  |                     |                  |
| 2019 |                  |                     |                  |
| 2020 |                  |                     |                  |
| 2021 |                  |                     |                  |

| Jaar | Milaan-San Remo | Gent-Wevelgem | Ronde van Vlaanderen | Parijs-Roubaix | Amstel Gold Race | Parijs-Tours |  | Wereldranglijsten |
| ---- | --------------- | ------------- | -------------------- | -------------- | ---------------- | ------------ |  | ----------------- |
| 2017 |                 | 59e           | 31e                  | opgave         | opgave           | 110e         |  | 362e (UWT)        |
| 2018 |                 | 61e           | 66e                  | opgave         |                  | 85e          |  | 406e (UWT)        |
| 2019 | 151e            | opgave        | opgave               | 64e            |                  | opgave       |  |                   |
| 2020 | 149e            | 50e           | opgave               |                |                  |              |  |                   |
| 2021 |                 | opgave        |                      |                |                  | 73e          |  |                   |

## Ploegen
- 2012 –  Véranda Rideau-Super U (stagiair vanaf 1-8)
- 2013 –  Roubaix Lille Métropole
- 2014 –  Roubaix Lille Métropole
- 2015 –  Équipe Cycliste de l'Armée de Terre
- 2016 –  Armée de Terre
- 2017 –  AG2R La Mondiale
- 2018 –  AG2R La Mondiale
- 2019 –  AG2R La Mondiale
- 2020 –  AG2R La Mondiale
- 2021 –  AG2R-Citroën

Alaphilippe · Armirail · Barbas · Bodiot · Canal · Duval · Ferasse · Guyot · Le Roux · Lebreton · Levasseur · Mainard · Penven · Poulhiès · Raibaud · Rostollan · Sinner · Thomas · Yssaad
Bagdonas · Bakelants · Barbier · Bardet · Bérard · Bidard · Cherel · Chevrier · Cosnefroy · Denz · Domont · Dumoulin · Dupont · Duval · Enger · Frank · Gastauer · Gautier · Geniez · Gougeard · Houle · Jauregui · Latour · Montaguti · Naesen · Peters · Pozzovivo · Riblon · Vandenbergh · Vuillermoz · Doléatto (stagiair) · Geniets (stagiair) · Russo (stagiair)
Bagdonas · Bakelants · Barbier · Bardet · Bidard · Cherel · Chevrier · Cosnefroy · Denz · Dillier · Domont · Dumoulin · Dupont · Duval · Frank · Gallopin · Gastauer · Gautier · Geniez · Gougeard · Jauregui · Latour · Montaguti · Naesen · Peters · Vandenbergh · Venturini · Vuillermoz
Bagdonas · Bardet · Bidard · Bouchard · Cherel · Chevrier · Cosnefroy · Denz · Dillier · Domont · Dumoulin · Dupont · Duval · Frank · Gallopin · Gastauer · Geniez · Godon · Gougeard · Hänninen · Jauregui · Latour · Naesen · Paret-Peintre · Peters · Vandenbergh · Venturini · Vuillermoz · Warbasse · Champoussin (stagiair) · Hänninen (stagiair) · Jorgenson (stagiair) · Jullien (stagiair)
Bardet · Bidard · Bouchard · Champoussin (vanaf 1 april) · Cherel · Chevrier · Cosnefroy · Dillier · Domont · Duval · Frank · Gallopin · Gastauer · Geniez · Godon · Gougeard · Hänninen · Jauregui · Latour · L. Naesen · O. Naesen · Paret-Peintre · Peters · Tanfield · Vandenbergh · Vendrame · Venturini · Vuillermoz · Warbasse · Jullien (stagiair) · Reugel (stagiair) · Verger (stagiair)
Bidard · Bouchard · Calmejane · Champoussin · Cherel · Cosnefroy · Dewulf · Duval · Franktot en met 20 juni · Gallopin · Gastauer · Godon · Gougeard · Hänninen ·  Jullien · Jungels · L. Naesen · O. Naesen · O'Connor · Paret-Peintre · Peters · Prodhomme · Sarreau · Schär · Touzé · Van Avermaet · Van Hoecke · Vendrame · Venturini · Warbasse · Delphis (stagiair) · Lapeira (stagiair) · Retailleau (stagiair)